# Stazione di Sant'Anna di Trieste
La stazione di Sant'Anna di Trieste è stata una fermata ferroviaria posta sulla linea per Trieste-Erpelle; serviva il paese di Sant'Anna, frazione di Trieste.

## Storia
La stazione fu attivata insieme alla linea il 5 luglio 1887.
Dopo la prima guerra mondiale, con l'annessione della zona al Regno d'Italia, la stazione passò alle Ferrovie dello Stato italiane.
Fino al 1923 era denominata "Sant'Anna"; in tale anno assunse la nuova denominazione di "Sant'Anna di Trieste".
La stazione fu chiusa insieme alla linea il 31 dicembre 1958. Successivamente il fabbricato viaggiatori venne demolito.